# Pareugyrioides macrentera
Pareugyrioides macrentera is een zakpijpensoort uit de familie van de Molgulidae. De wetenschappelijke naam van de soort is voor het eerst geldig gepubliceerd in 1962 door Millar.